# Aimee Mann
Aimee Mann (* 8. září 1960) je americká zpěvačka, kytaristka a baskytaristka.
Po dokončení střední školy nastoupila v roce 1978 na Berklee College of Music. Školu však předčasně ukončila a stala se členkou punkrockové skupiny The Young Snakes. Později působila ve skupině 'Til Tuesday, která svou činnost ukončila v roce 1989. Své první sólové album s názvem Whatever vydala v roce 1993. Následovala řada dalších alb.
V roce 1997 se provdala za hudebníka Michaela Penna.

## Diskografie
- 1993 – Whatever
- 1995 – I'm with Stupid
- 2000 – Bachelor No. 2 or, the Last Remains of the Dodo
- 2002 – Lost in Space
- 2005 – The Forgotten Arm
- 2006 – One More Drifter in the Snow
- 2008 – @#%&*! Smilers
- 2012 – Charmer
- 2017 – Mental Illness
- 2021 – Queens of the Summer Hotel